# Odenwälder Frühstückskäse

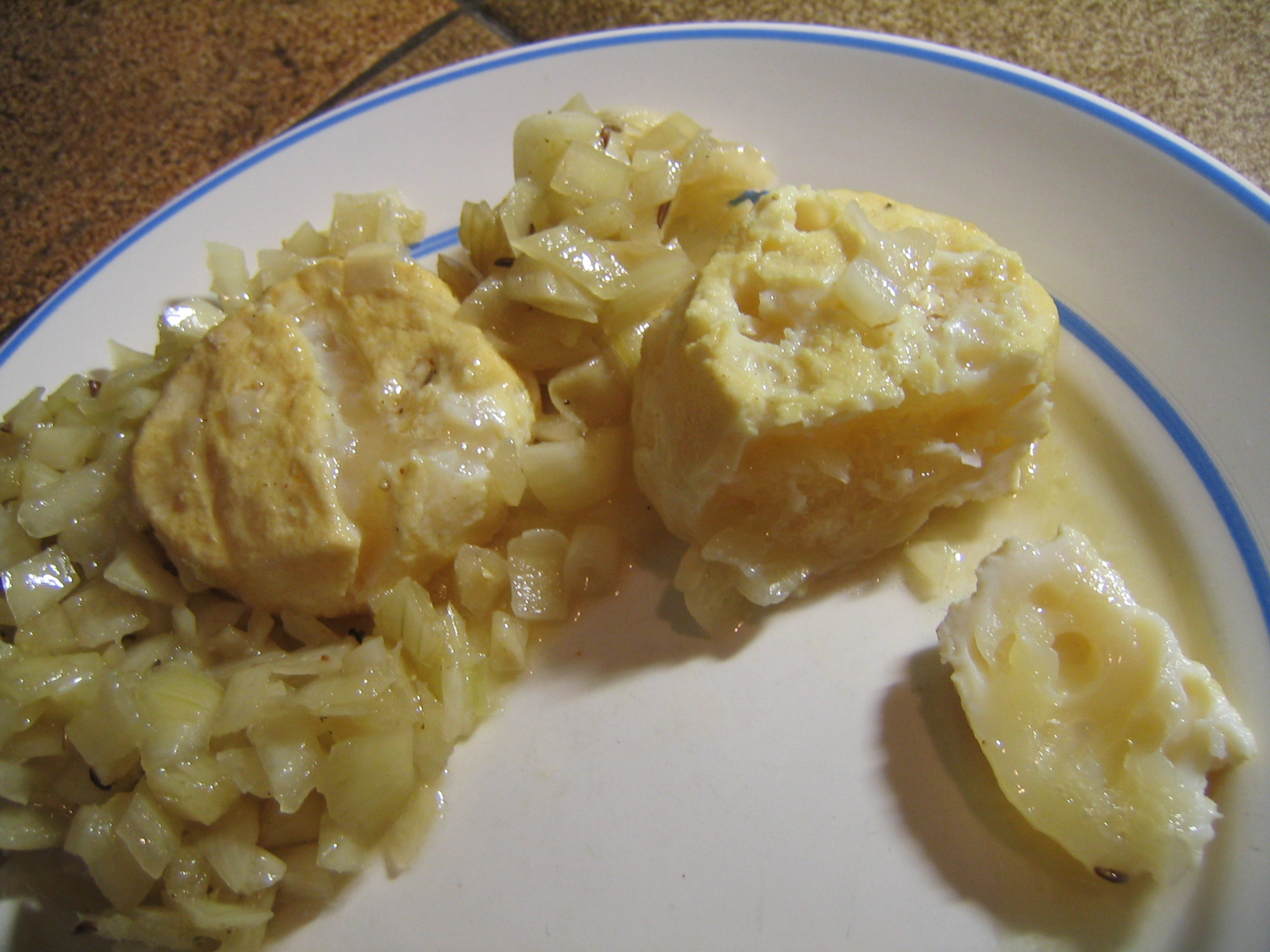
Handkäse mit musik, especialidad de Hesse con el Odenwälder Frühstückskäse.

Odenwälder Frühstückskäse (literalmente, «queso de desayuno de Odenwald») es un queso alemán de leche pasteurizada de vaca con denominación de origen protegida a nivel europeo. 
Tiene forma de cilindro con un peso de cien gramos. Es parecido al limburger, en cuanto a que se frota con las mismas bacterias amarillas o rojas que éste: Brevibacterium linens; la corteza resultante es de color marrón amarillento. Presenta una textura cerrada con pocos ojos aislados. La pasta es de color marfil o amarillento. 
Este queso sólo puede producirse en un área muy concreta, en el parque natural Bergstrasse-Odenwald, tierra llana a unos quinientos m s. n. m. con suelo pobre y arenoso y bastantes precipitaciones. Es un producto tradicional de la parte sur del Odenwald de Hesse, habiéndose documentado ya en el siglo XVIII el pago de la renta a los señores feudales de Odenwald por medio de queso. El término handkäse con el que también es conocido viene de la forma tradicional de producción, en la que el queso se moldeaba con la mano. A diferencia del Frankfurter Handkäse (Queso hecho a mano de Fráncfort), no es el odenwald un queso elaborado con leche agriada (Sauermilchkäse), por lo que resulta un queso suave, comparable con el camembert, el munster o el romadur. Su olor, es por lo tanto menor en comparación; pero sigue un fuerte sabor, de especiado a picante. Madura en 14 días.
Es tradicional en los pubs de Hesse ofrecer Handkäs’ mit Musik (queso hecho a mano con música).